# Bisdom Itaguaí
Het bisdom Itaguaí (Latijn: Dioecesis Itaguaiensis) is een rooms-katholiek bisdom met als zetel Itaguaí, in Brazilië. Het bisdom is suffragaan aan het aartsbisdom São Sebastião do Rio de Janeiro.

## Geschiedenis
Het bisdom werd opgericht op 14 maart 1980, uit delen van de bisdommen Barra do Piraí-Volta Redonda en Nova Iguaçu. 

## Parochies
Het bisdom had in 2021 een oppervlakte van 2.670 km2 en telde 510.300 inwoners waarvan 38,5% rooms-katholiek was.

## Bisschoppen
- Vital João Geraldo Wilderink (21 april 1980 - 8 juli 1998)
- José Ubiratan Lopes (17 november 1999 - 19 april 2023)
- Paulo Celso Dias do Nascimento (19 april 2023 - heden)

São Sebastião do Rio de Janeiro (aartsbisdom) · Barra do Piraí-Volta Redonda · Duque de Caxias · Itaguaí · Nova Iguaçu · Valença